# Малий Мішкин
Малий Мішкин — хутір в Аксайського району Ростовської області в складі Мішкинського сільського поселення.
Населення — 547 осіб (2010 рік).

## Географія
Розташований за 25 км (дорогами) на північний схід від районного центру — міста Аксай, на кордоні з міським округом Новочеркаськ. Хутір знаходиться на правобережжі річки Аксай.

### Вулиці
- вул. Східна,
- вул. Набережна,
- вул. Підгірна.

## Історія
Назва хутора — Мішкин, походить від імені отамана Михайла Черкашеніна, який у другій половині XVI сторіччя воював з Кримським ханством, Польщею та Лівонією.
На хуторі, у 1875 році було перепоховано з Новочеркаська Матвія Платова, що помер 1818 року. 1911 року його останки знову перепоховані у Новочеркаському кафедральному соборі.
Пейзажі й замальовки хутора Малий Мішкин зустрічаються у творах російських митців — Івана Крилова, Миколи Дубовського.

## Транспорт
В селищі розташована зупинний пункт (платформа) 1178 км Північно-Кавказької залізниці (код 51352).

## Пам'ятки
Хутір Малий Мішкин багатий на пам'ятки минулого. Тут є родовий маєток графа Матвія Платова — Отамана Всевеликого Війська Донського, героя Вітчизняної війни 1812 року.
Характерна споруда хутору - церква Різдва Пресвятої Богородиці, пам'ятка російської провінційної архітектури 1865 року з усипальницею отамана Платова. Храм зведено за проектом архітектора І. О. Вальпредо біля річки Аксай у 1855—1865 роках. Споруджуваний храм двічі пересувався, як припускали, через сипучий ґрунт,. Були ідеї перенести будівництво в інше місце. Втім, будівництво закінчили, а храм освятили в ім'я Різдва Пресвятої Богородиці. Архітектурно-планувальна структура будівлі церкви була виконана поздовжньо-осьовим планом з симетрично розташованими по осі схід-захід вівтарем, храмом, трапезною та дзвіницею.
У 1874 році в склепі нової церкви Різдва Пресвятої Богородиці поховано отамана М. І. Платова. Церква з часом руйнувалася. У 2008 році Храм Різдва Пресвятої Богородиці відновлено.
За 600 м на південний захід від хутора розташований археологічний пам'ятник, курганний могильник «Малий Мішкин-1», приблизно на тій же відстані, тільки на північно-захід є інший курганний комплекс «Малий Мишкін-2».

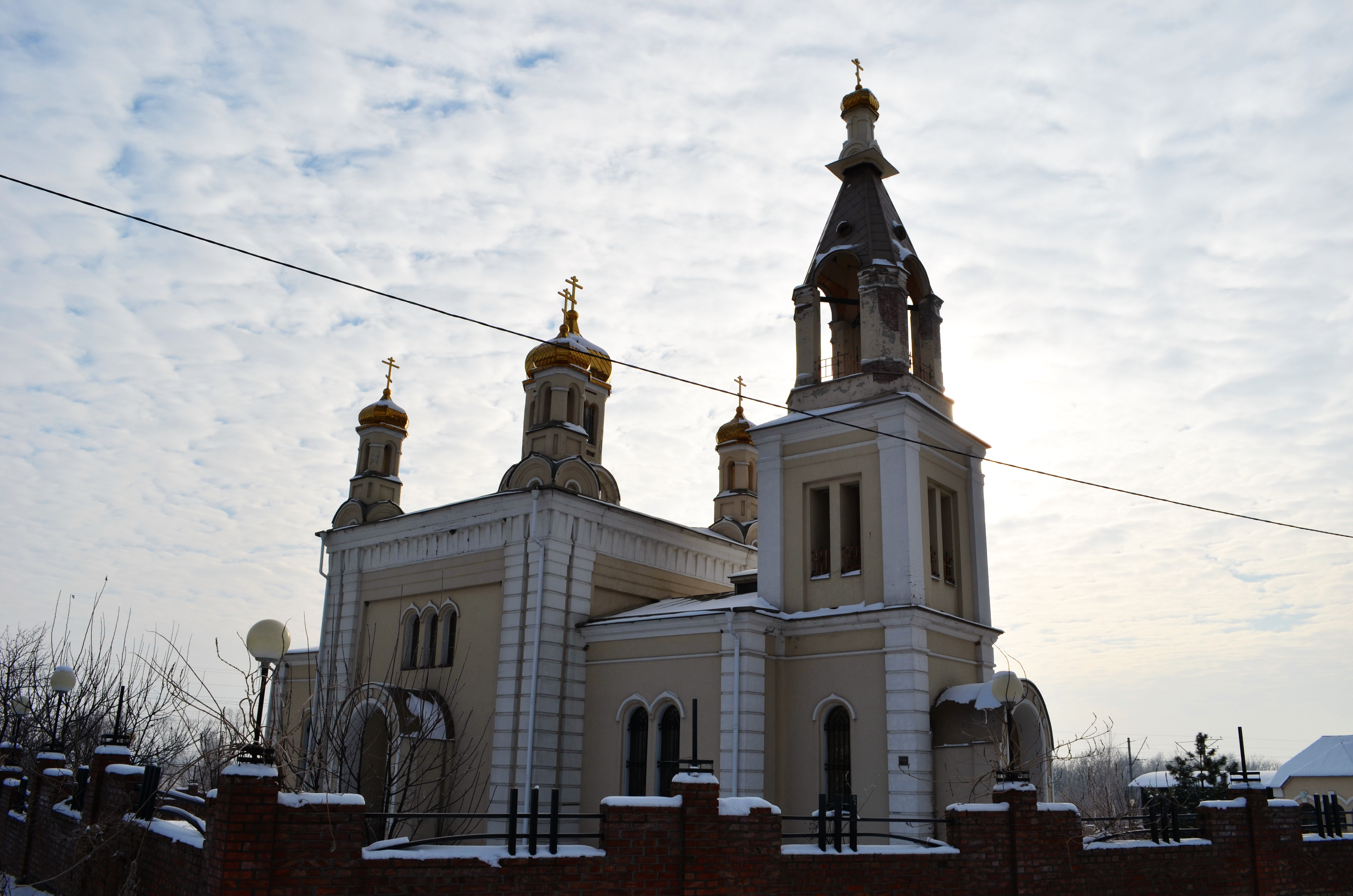
Церква Різдва Пресвятої Богородиці
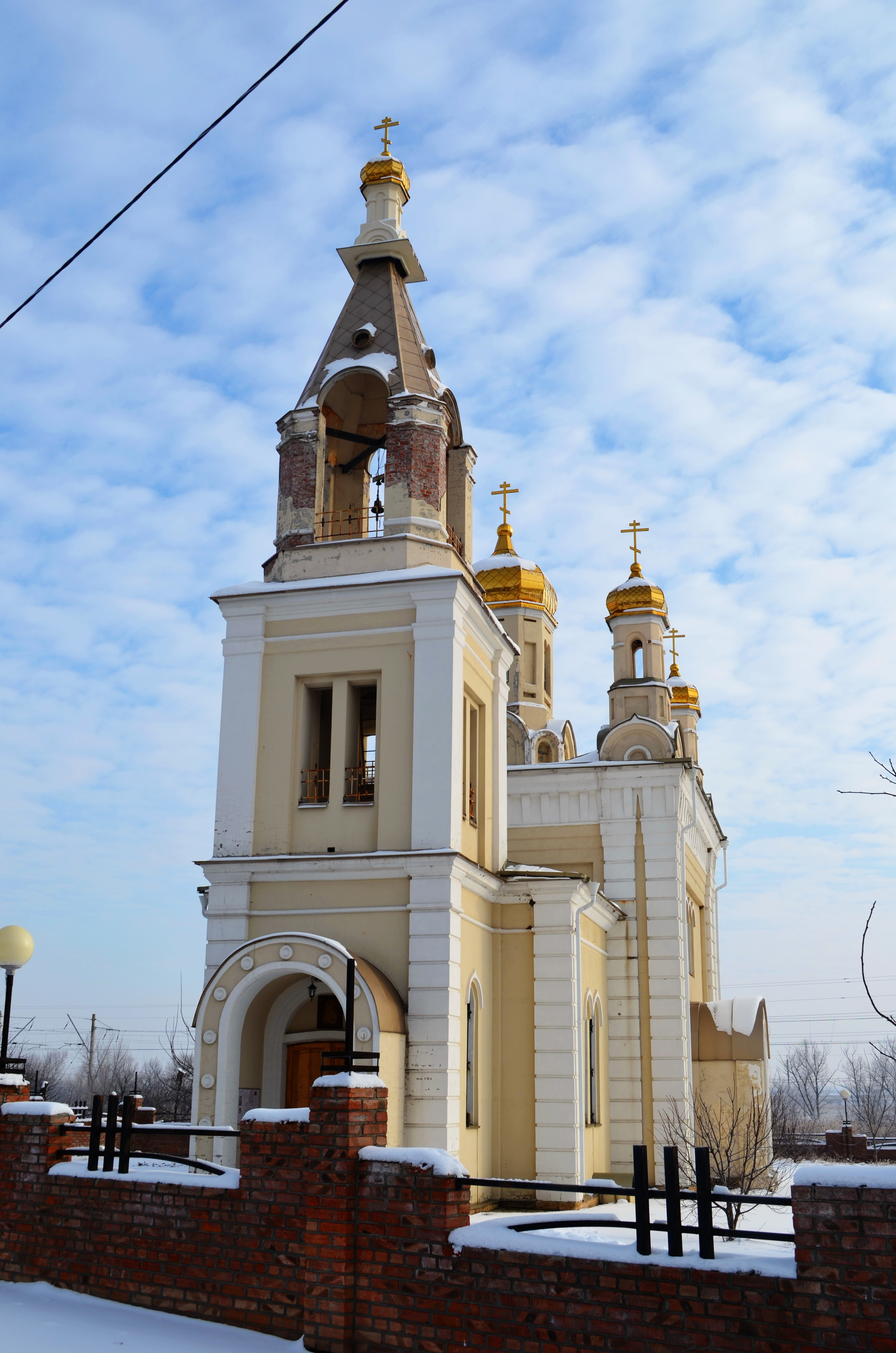
Церква Різдва Пресвятої Богородиці
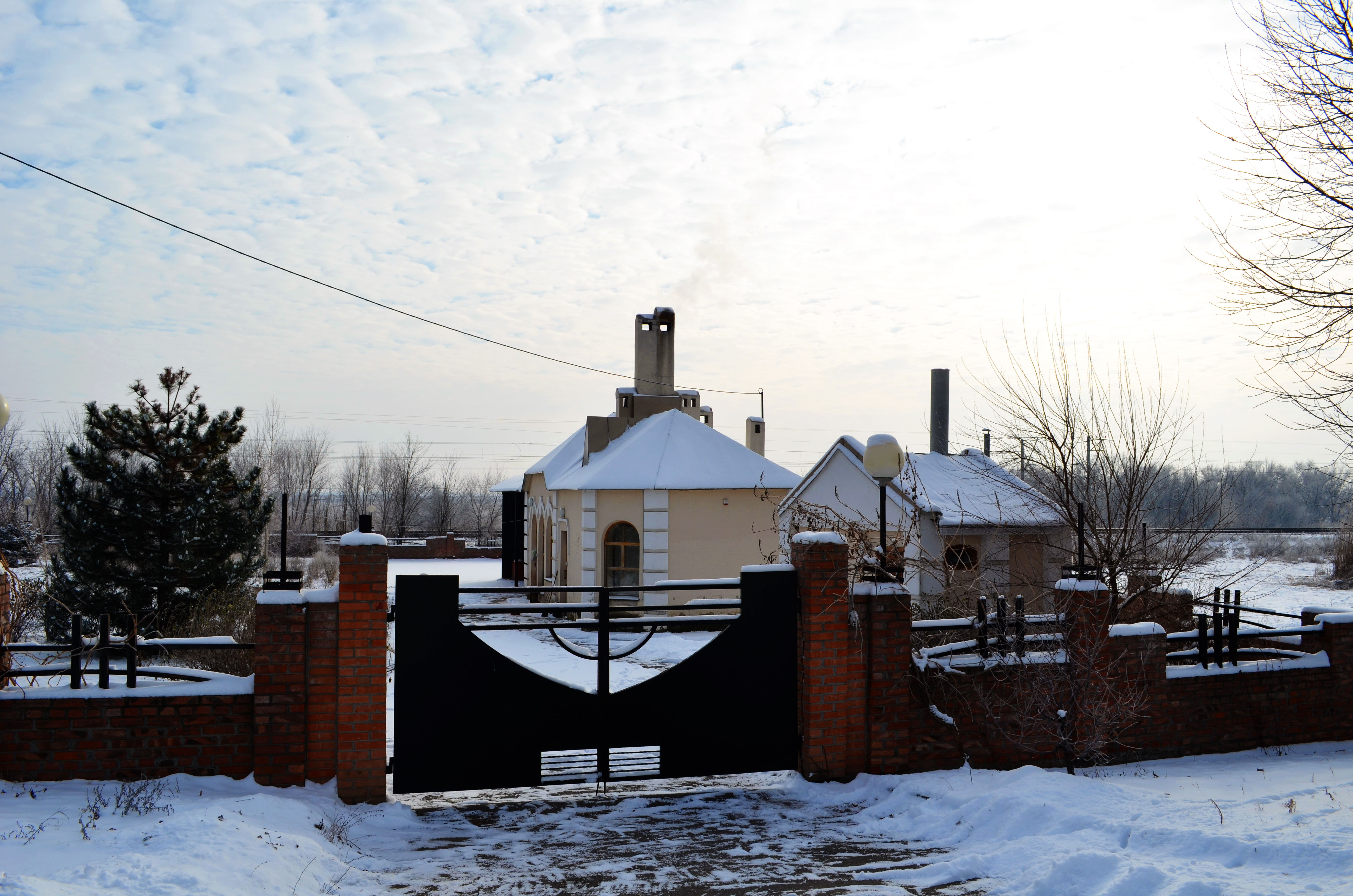
Подвір'я Церкви
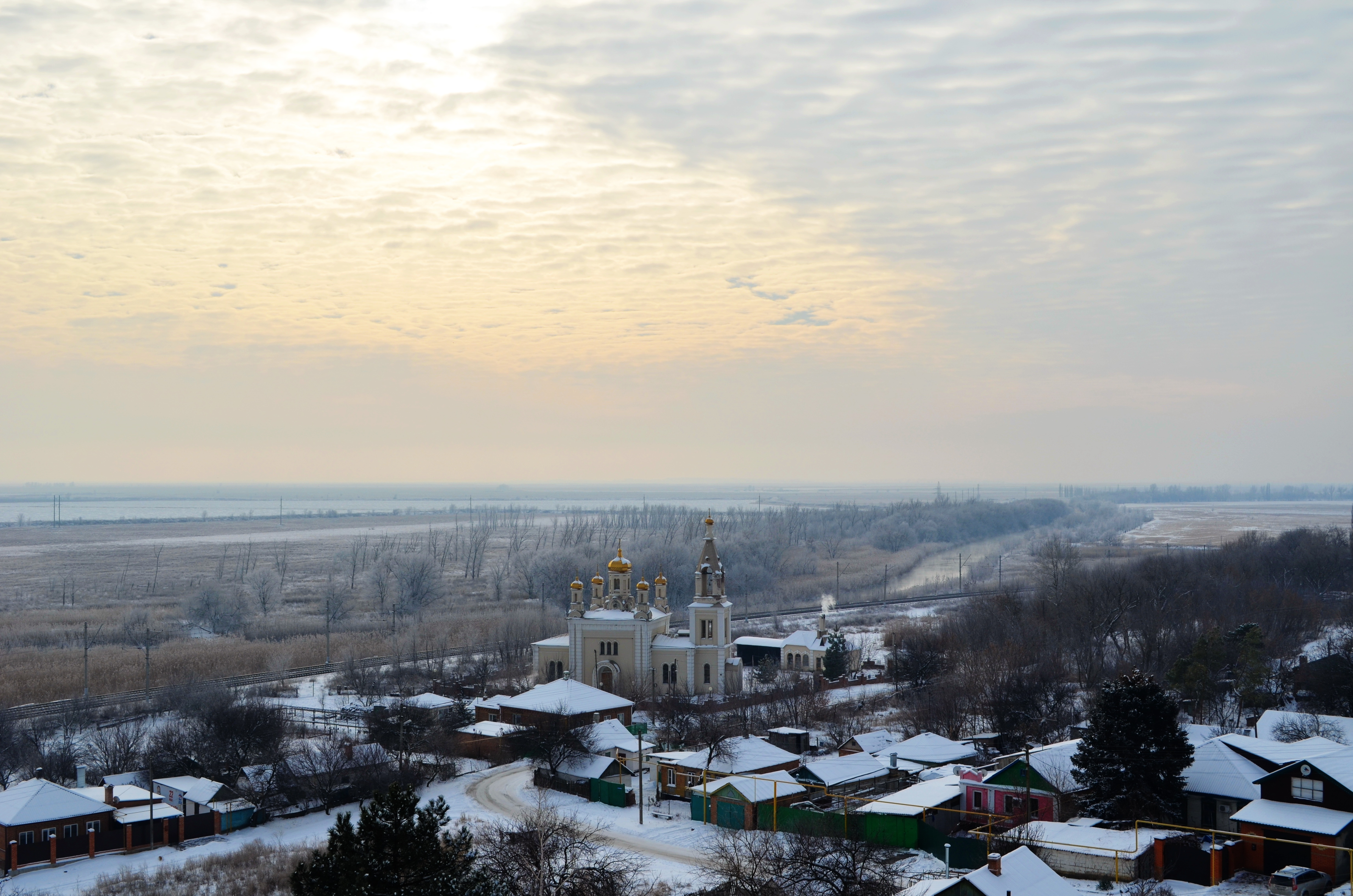
Вид на хутір з пагорба
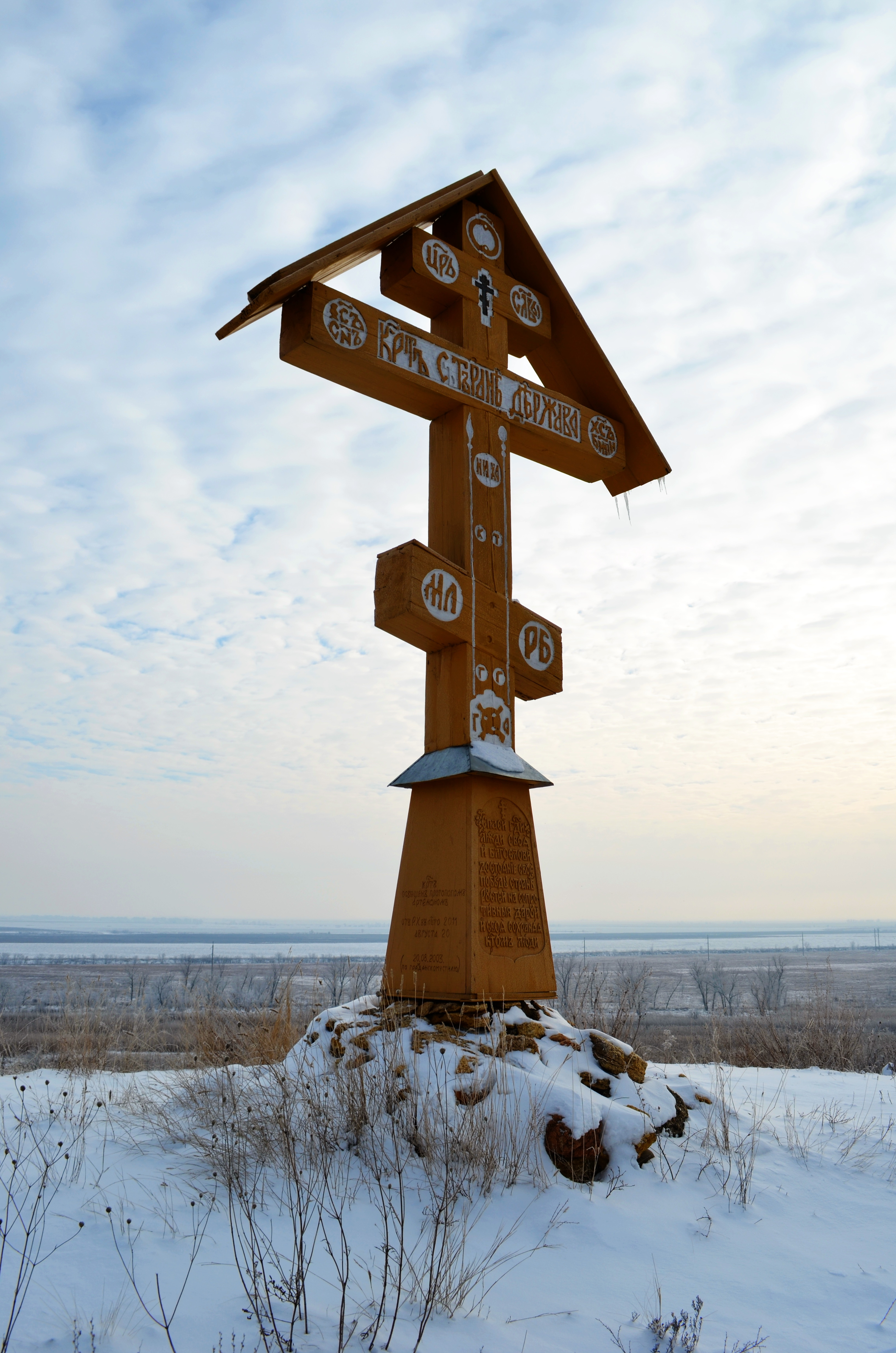
Поклінний хрест